# 사격 (신토)
사격(일본어: 社格 샤카쿠[*])은 일본 고유의 신앙 체계인 신토의 종교 시설인 신사를 분류하는 체계이다. 제정 일치에 따라 조정이나 국가에서 신사의 사격을 결정하였다. 태평양 전쟁 이후 국가에서 관리하던 신사가 종교 법인화되면서 사격 제도는 폐지되어 현대에는 존재하지 않는다. 주로 국가가 관리하는 관사(官社), 지방에서 관리하는 제사(諸社), 정부의 공인을 받지 못한 무격사(無格社)로 나뉜다. 이중 관사는 황실과 관련된 이를 받들어 모시는 관폐사(官幣社)와 황실과 관계되진 않으나 국가에 공헌을 한 이를 모시는 국폐사(國幣社)로 다시 나뉜다.